# Torreglia
Torreglia (Toreja in veneto) è un comune italiano di 6 059 abitanti della provincia di Padova in Veneto, che si estende ai piedi dei Colli Euganei.

## Geografia fisica
Il territorio comunale di Torreglia è situato nella parte nord orientale nel Parco Regionale dei Colli Euganei ed è equamente distribuito tra pianura e collina. Lo stesso capoluogo, Torreglia, è diviso in due centri: uno, moderno e recente, in pianura, e Torreglia Alta, più antico, storico e artistico, in collina (132 m). Dista da Padova circa 18 chilometri. Torreglia ha una superficie di 18,75 km² e un'altitudine minima di 18 m s.l.m. e massima di 412 m s.l.m. 
La geomorfologica del territorio di Torreglia, è articolata sia in altezza che nello sviluppo planimetrico. Quest'ultimo, è legato alle vicende geologiche e litologiche del complesso dei Colli Euganei, dove i fenomeni endogeni vulcanici hanno inciso profondamente sulla conformazione dell’assetto morfologico e geo-litologico locale. I suoli e sottosuoli del comune di Torreglia sono caratterizzati da suoli quaternari (terreni alluvionali e suoli etno/colluviali) e suoli pre-quaternari.
Il territorio di Torreglia è caratterizzato da numerosi corsi d’acqua, che fin dall’epoca romana, hanno alimentato l’acquedotto di Montegrotto Terme attraverso le acque di Fonte Regina, e, nel Medioevo, la più importante industria molitoria della zona. Nel XIII sec., nella zona si insediarono i Monaci Benedettini che favorirono la crescita e lo sviluppo della popolazione grazie ad interventi di bonifica.
Ad oggi, più della metà dell’area è a carattere boschivo, rispetto agli inizi del XIX secolo, ciò significa che i territori agricoli hanno sofferto di una diminuzione dell’attività e subito l’avanzamento dei boschi. Grazie a questo cambio, il suolo comunque è stato agevolato per altri utilizzi come le vigne, aratori e pascoli. In aggiunta, le superfici boschive hanno un legame specifico con la domanda di legname da parte del territorio, infatti la produzione di legname permetteva il soddisfacimento di combustibile.
Il territorio comunale è attraversato da alcune strade provinciali, in particolare:
- n. 25 del Castelletto
- n. 43 Speronella
- n. 74 Spinosa
- n. 98 Vallarega.

## Storia

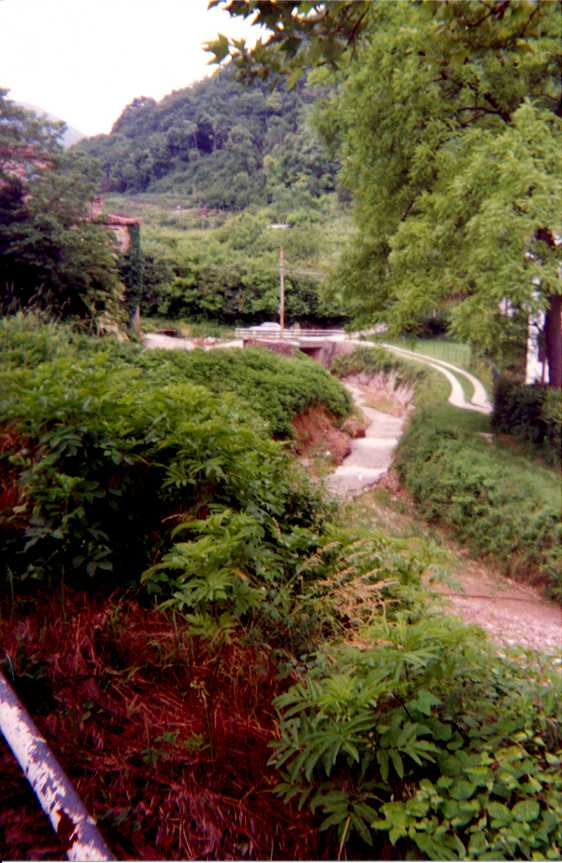
Torreglia - Il Rio Calcina e i Vecchi Mulini

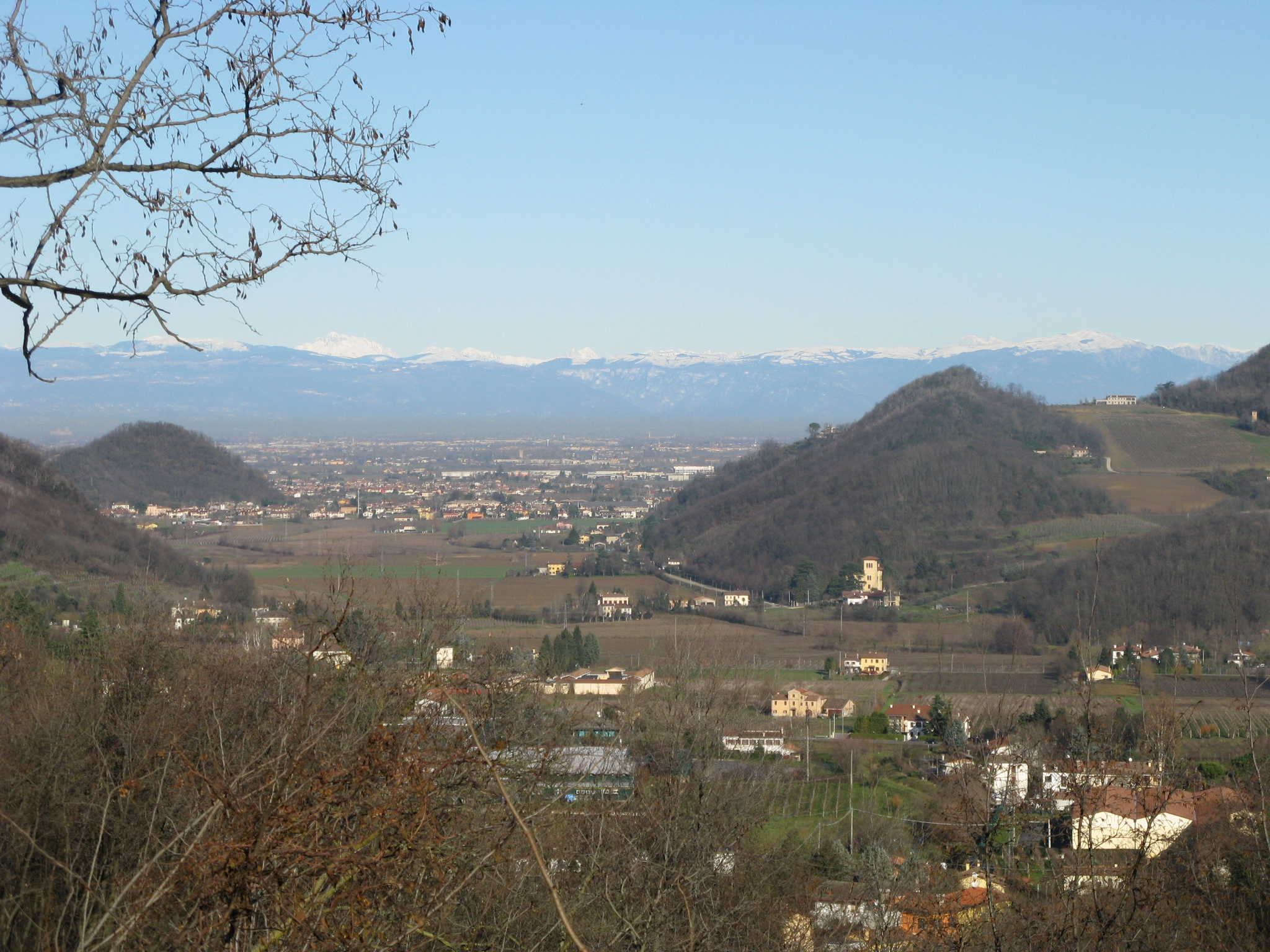
Torreglia vista dalla frazione Torreglia Alta

Torreglia fu abitata fino ai tempi romani, e ne fa fede un’antica lapide trovata nel secolo scorso. Si rileva che questa lapide apparteneva al sepolcro di Marco Babbio Maturo e dei suoi parenti, di fatto la tribù Bebbia era padovana e abitava quella zona. Da questa tribù discendeva la famiglia medioevale Bibi, cognome ancora oggi esistente tra gli abitanti padovani. 
Si pensa che la derivazione etimologica del comune derivi dai possedimenti terrieri in quel sito da parte di Alberto Bibi, il tesoriere del feroce Ezzelino da Romano durante gli anni 1237 al 1256, il quale fece costruire una torre dalla quale prende il nome di Torreglia.
Questa ipotesi non si può considerare del tutto vera, in quanto il paese esisteva già prima, infatti il nome farebbe pensare da un lato a un'antica "taurilia", ovvero lotta tra tori (organizzata da Antenore, il mitico fondatore di Padova, quale ringraziamento agli dei per la sua riuscita fuga da Troia), e dall'altro al termine medioevale "Turrilia", in riferimento alle numerosi torri che svettavano nella zona dopo la caduta dell'Impero romano d'Occidente per difendersi dalle incursioni dei barbari. È probabile che i primi insediamenti stabili in loco siano da riferire al periodo romano.
Lo stemma del comune riporta entrambi i simboli, con la statua di un toro a sinistra e una torre a destra.
L'arrivo dei Benedettini di Praglia e San Daniele nel XIII secolo favorì il ripopolamento della zona, grazie soprattutto agli interventi di bonifica che essi apportarono nelle campagne.
Nel 1405 Torreglia passò sotto la dominazione veneziana. A tale periodo risale la costruzione di numerose ville patrizie, tra cui la suggestiva e imponente Villa dei Vescovi, opera di Falconetto, nonché Villa Tolomei, col parco di Jappelli, Villa Ferri, Villa Verson, Villa Maluta (oggi Assunta), e Villa Medin (ora Immacolata).
Nel XX secolo a Torreglia giunge il primo tram elettrico (1911) e viene posta la prima pietra della chiesa parrocchiale (1913). Nel secondo dopoguerra Torreglia conosce un periodo di notevole sviluppo economico sociale.

### Simboli
Nello stemma sono raffigurati in forma stilizzata tre monti, i quali indicano la posizione geografica del Comune: rappresentano i monti Rua, sede dell'eremo camaldolese elevato nel 1339 e ricostruito successivamente nel secolo XVI; la Mira dove si innalzava un castello aggiuntivo, e infine, Solone sotto cui spunta la frazione Luvigliano.
I due colori, azzurro e porpora, ricordano gli stessi dello scudo gentilizio dei signori locali, i conti "Torregia". 

Lo stemma e il gonfalone sono stati concessi con regio decreto del 10 dicembre 1942.
Il gonfalone è un drappo partito di azzurro e di porpora.

## Società

### Evoluzione demografica
Abitanti censiti

## Monumenti e luoghi d'interesse

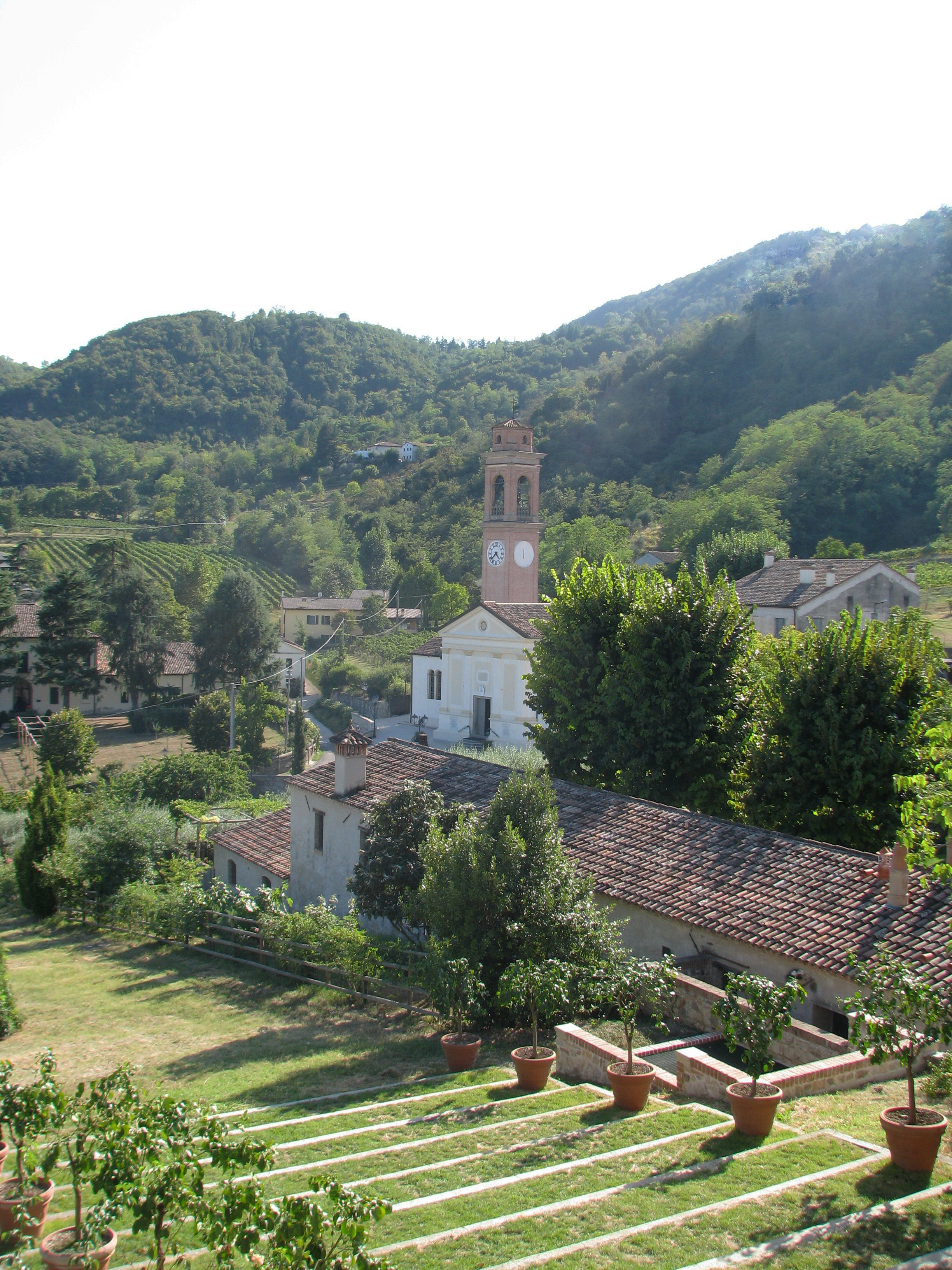
Il centro di Luvigliano dalla Villa dei Vescovi, ai piedi del Monte Pirio (328 m)

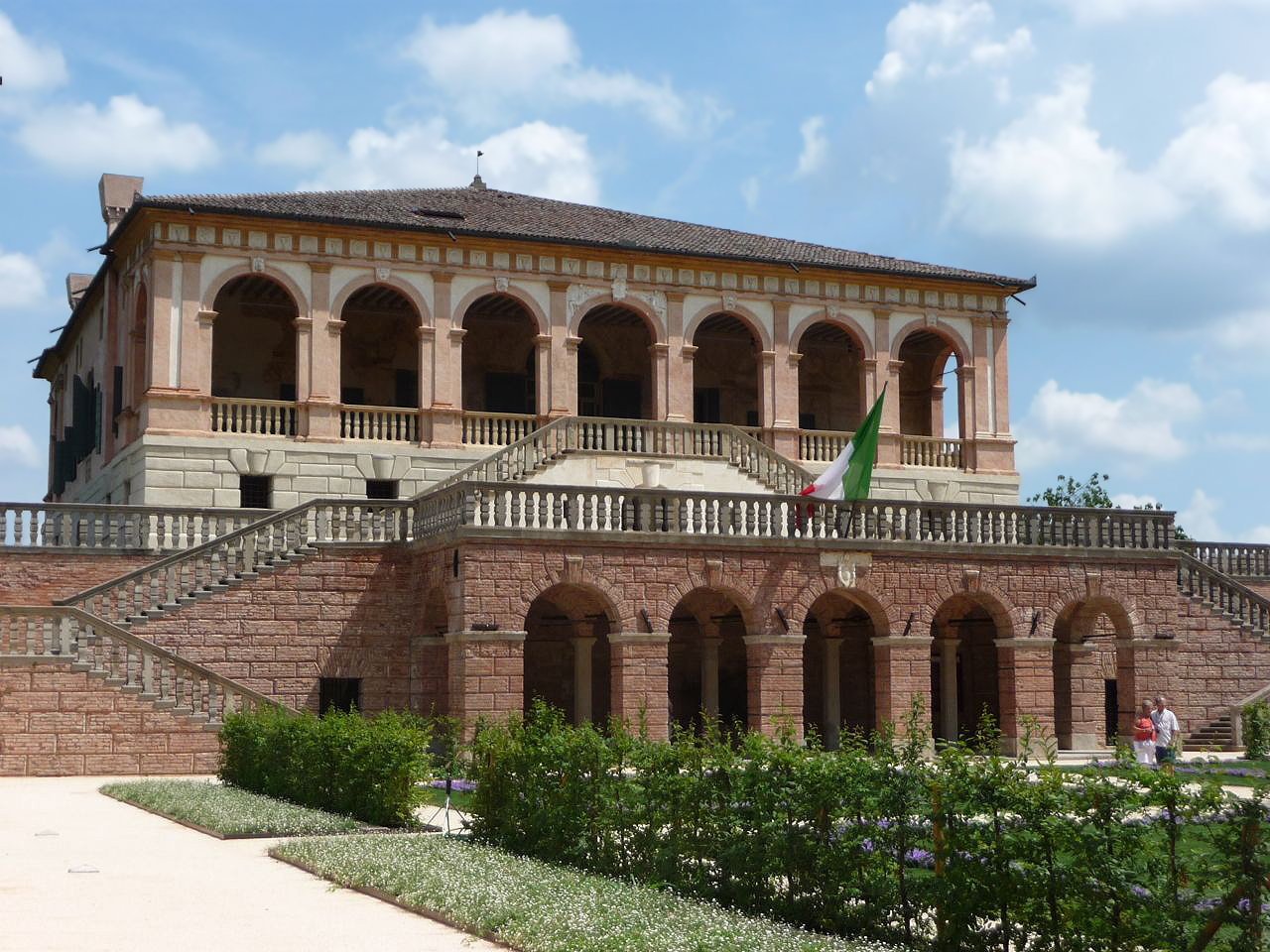
Villa dei Vescovi

### Architetture religiose
- Chiesa del Sacro Cuore di Gesù, costruita tra il 1926 e il 1930;
- Eremo di Santa Maria Annunziata sul Monte Rua (costruito nel 1339 e ricostruito dai Camaldolesi nel 1537);
- Chiesa di San Martino (Luvigliano), al cui interno sono conservate la pala dell'altar maggiore con San Martino che dona il mantello a un povero tra i santi Giovanni Battista, Giovanni Evangelista, Pietro, Paolo e un donatore, opera di Girolamo da Santacroce, e una Sacra Famiglia con sant'Anna e san Giovanni Battista del XVII secolo;

### Architetture civili
- Villa dei Vescovi (progettata nel XVI secolo da Giovanni Maria Falconetto, che ne seguì i lavori fino alla morte, poi completata dal suo aiutante Andrea da Valle).
- Villa Tolomei, che sorge sulla sommità del poggio Mirabello, piccolo colle a metà strada tra il centro di Torreglia e la frazione di Luvigliano.[5]
- Villa "Il Castelletto" (edificio quattrocentesco).
- Villa Ferri, ai piedi del Monte Cerega a sud del centro di Torreglia[5]
- Mulino di Valderio, in località Torreglia Alta; si tratta di un antico mulino ottocentesco ora riconvertito a struttura ricettiva.

#### Cippi e lapidi
- Cippi commemorativi dell'Eccidio di Vallarega e il cippo commemorativo di Riccardo Polito, militare originario di Torreglia, scomparso durante la Seconda Guerra Mondiale.
- Monumento dedicato ai Caduti di Torreglia della prima e seconda guerra mondiale.

## Cultura

### Media
In passato a Torreglia, sono esistite tre emittenti radiofoniche, Radio Oasi (97,400 - 93,800 MHz), Radio Monselice 2 (96,200 - 96,550 MHz) e Punto Radio International (92,000 - 100,000 MHz).

## Cucina

### Piatti tipici
Il piatto tipico di Torreglia è il torresano ovvero il colombo di torre. A Torreglia lo si imbottisce e si cuoce al forno (a differenza di Breganze, dove viene cotto allo spiedo). 

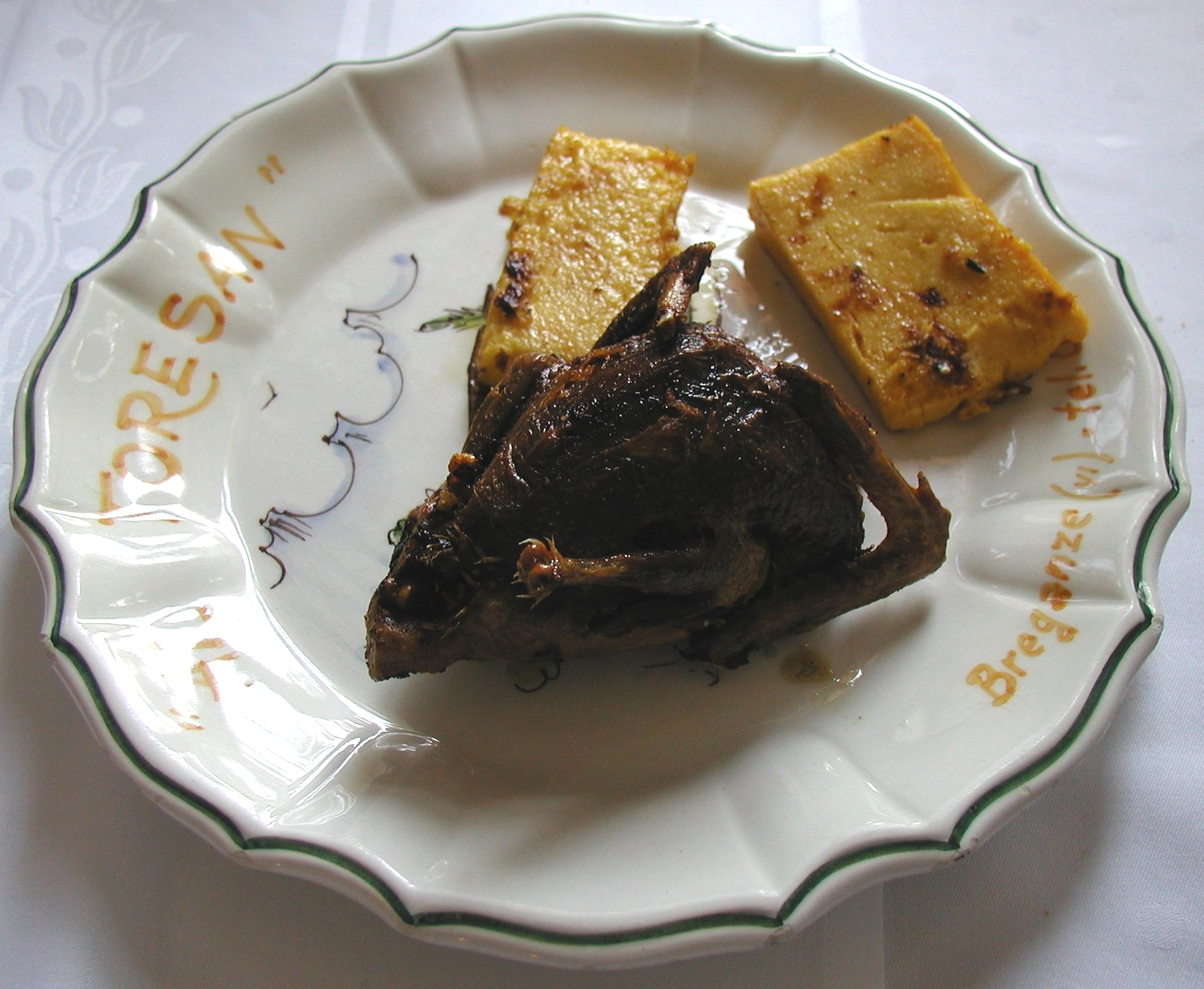
Il torresano, tipico piatto di Torreglia

A Torreglia si produce anche il maraschino, un liquore dolce e incolore a base di ciliegie marasche.

## Economia
La principale attività è data dal turismo legato agli stabilimenti termali delle vicine località di Abano Terme, Montegrotto Terme, Galzignano Terme e Battaglia Terme. A Torreglia si producono anche vini di qualità, tra cui i vini DOC dei "Colli Euganei", cereali, ortaggi e frutta. Torreglia ha inoltre una zona industriale molto sviluppata, che comprende per lo più industrie tessili e dei materiali da costruzione. Qui hanno sede la ditta specializzata nella produzione di elettrodomestici per cucina LOFRA negli stabilimenti ex Carrier/Criosbanc e la ditta di liquori Luxardo che produce il famoso maraschino, un liquore dal gusto piacevolmente dolciastro, venduto in tutto il mondo. Da segnalare il tradizionale mercato paesano il venerdì mattina e la kermesse culturale "La Festa della Mira", che si tiene l'ultimo weekend di maggio sull'omonimo colle in centro al paese.

## Infrastrutture e trasporti

### Mobilità urbana
I trasporti interurbani di Torreglia vengono svolti con autoservizi di linea gestiti da Busitalia Veneto.
Fra il 1911 e il 1952 Torreglia ospitò il capolinea principale della tranvia Padova-Abano-Torreglia/Villa di Teolo.

## Amministrazione

### Regno d'Italia e Ventennio (1866-1946)
| Periodo | Periodo | Primo cittadino    | Partito | Carica  | Note   |
| ------- | ------- | ------------------ | ------- | ------- | ------ |
| 1876    | 1880    | Antonio Tolomei    | ?       | Sindaco | [ 11 ] |
| 19??    | 19??    | Arturo Gastaldello | ?       | Sindaco | [ 12 ] |

### Sindaci dal 1946
|                                                      | Edoardo Marcomini                      | Democrazia Cristiana  | 1946-1951      | 1946   |
|                                                      | Ilario Capuzzo                         | Democrazia Cristiana  | 1951-1960      | 1951   |
| 1956                                                 | Ilario Capuzzo                         | Democrazia Cristiana  | 1951-1960      |        |
|                                                      | Domenico Bianco                        | Democrazia Cristiana  | 1960-1964      | 1960   |
|                                                      | Enrico Marenesi                        | Democrazia Cristiana  | 1964-1967      | 1964   |
|                                                      | Mario Trevisan                         | Democrazia Cristiana  | 1967-1968      | (1964) |
|                                                      | Augusto Soranzo                        | Democrazia Cristiana  | 1968-1970      | (1964) |
|                                                      | Bruno Ceretta                          | Democrazia Cristiana  | 1970-1975      | 1970   |
|                                                      | Luigi Imerio Moronato                  | Democrazia Cristiana  | 1975-1985      | 1975   |
| 1980                                                 | Luigi Imerio Moronato                  | Democrazia Cristiana  | 1975-1985      |        |
|                                                      | Leopoldo Mario                         | Democrazia Cristiana  | 1985-1993      | 1985   |
| 1990                                                 | Leopoldo Mario                         | Democrazia Cristiana  | 1985-1993      |        |
|                                                      | Carlo Franceschetto                    | Democrazia Cristiana  | 1993-1994      | (1990) |
|                                                      | Luca Marchese (Commiss. straordinario) | -                     | 1994           | -      |
| Sindaci eletti direttamente dai cittadini (dal 1994) |                                        |                       |                |        |
|                                                      | Duilio Bolognini                       | Centro-sinistra       | 1994-2002      | 1994   |
| 1998                                                 | Duilio Bolognini                       | Centro-sinistra       | 1994-2002      |        |
|                                                      | Mario Bertoli                          | Centro-sinistra       | 2002-2012      | 2002   |
| 2007                                                 | Mario Bertoli                          | Centro-sinistra       | 2002-2012      |        |
|                                                      | Filippo Legnaro                        | L.c. Io Amo Torreglia | 2012-2022      | 2012   |
| 2017                                                 | Filippo Legnaro                        | L.c. Io Amo Torreglia | 2012-2022      |        |
|                                                      | Marco Rigato                           | L.c. Io Amo Torreglia | 2022-in carica | 2022   |

## Sport
Calcio
Hanno sede nel comune la società di calcio A.S.D. Torreglia, che ha disputato campionati dilettantistici regionali e la società di calcio a 5 Torreglia calcio a 5, militante in Serie D.
Pallacanestro
La società A.S.D. Basket Abano Montegrotto svolge l'attività di promozione della pallacanestro nel settore maschile nei Comuni di Torreglia, Montegrotto Terme, Abano Terme e Teolo, mentre la società U.S.D. Thermal Basket si occupa di minibasket. In passato, a rappresentare Torreglia nella pallacanestro era l'A.S. Basket Torreglia, non più esistente.

### Eventi sportivi
- Nel 2002 il Giro d'Italia passò per Torreglia durante la quindicesima tappa che partì da Montegrotto Terme (Terme euganee) e arrivò a Conegliano.
- Nel 2015 il Giro d'Italia passò per Torreglia durante la dodicesima tappa che partì da Imola e arrivò a Vicenza.
- Torreglia ospita con il comune di Abano Terme e Teolo il Torneo Internazionale Calcio Giovanile Città di Abano Terme.

## Filmografia
- Tra il 1999 e il 2000 a Torreglia sono state girate alcune scene del film commedia La lingua del santo per la regia di Carlo Mazzacurati, con Antonio Albanese e Fabrizio Bentivoglio.
- Nel 2016 a Torreglia sono state girate alcune scene del film commedia Italian Business per la regia di Mario Chiavalin, con Maurizio Mattioli, Pippo Franco e Fabrizio Corona.
- Nel 2016 a Torreglia sono state girate alcune scene del film commedia Niente di serio per la regia di Laszlo Barbo, con Claudia Cardinale e Gianmarco Tognazzi.